# 幽霊騎手
『幽霊騎手』（ゆうれいきしゅ、The Phantom Riders）は、1918年に公開された アメリカ合衆国のサイレント西部劇。
監督ジョン・フォード（ジャック・フォード名義）、主演 ハリー・ケリー。この映画は失われた映画だと思われている。